# Кламси (Нијевр)
Кламси (фр. Clamecy) насеље је и општина у источном делу централне Француске у региону Бургоња, у департману Нијевр која припада префектури Кламси.
По подацима из 2011. године у општини је живело 4227 становника, а густина насељености је износила 139,69 становника/km². Општина се простире на површини од 30,26 km². Налази се на средњој надморској висини од 160 метара (максималној 281 m, а минималној 142 m).

## Демографија
| 1962. | 1968. | 1975. | 1982. | 1990. | 1999. | 2011. |
| ----- | ----- | ----- | ----- | ----- | ----- | ----- |
| 5.520 | 5.741 | 5.922 | 5.590 | 5.284 | 4.806 | 4.227 |